# Down to Earth (Alexis & Fido album)
Alexis & Fido legutóbbi albuma 2009. március 31-én jelent meg. Az album címe Down to Earth (magyarul: Le, a Földre). Az albumon közreműködik Don Omar és Toby Love.

## Az album
Az album készítése már 2008 közepén kezdetét vette, de az első kiadott kislemez, a Súbete nem hozta meg a kellő sikert, így az album 2009 tavaszáig csúszott. Az első kislemez az Ojos que no ven lett, mely sikeresen szerepelt a toplistákon.

## Számlista
1. Muévelo - „Mozgasd” (2:54)
2. Mi música ehh - „Az én zeném” (3:24)
3. Gatúbela - „Macskanő” (3:54)
4. Ojos que no ven - „Szemek, melyek nem látnak” (3:13)
5. No debe tocarte - „Nem kell, hogy hozzád érjen” (featuring: Toby Love) (3:56)
6. Invencibles - „Legyőzhetetlenek” (3:13)
7. Súbete (official remix) - „Menj csak fel” (featuring: Don Omar) (3:25)
8. Me sale en to's lao - „Minden oldalról jónak bizonyul” (3:08)
9. Bartender - „Csapos” (2:54)
10. Vienen por ahí - „Arrafelé jönnek” (2:24)
11. Copycat - „Utánozó” (2:52)
12. Superhéroe - „Szuperhős” (3:27)
13. Súbete (radio edit) - „Menj csak fel” (3:17)
14. La cama part 2 - „Az ágy: második rész” (3:04)

## A toplistákon
| Lista (2007)                       | Csúcspozíció |
| ---------------------------------- | ------------ |
| U.S. Billboard Top Latin Albums    | 5            |
| U.S. Billboard Latin Rhythm Albums | 2            |